# Die Tote am See
Die Tote am See (Originaltitel: Villmark) ist ein norwegischer Spielfilm von Pål Øie. Er feierte 2003 Premiere und bewegt sich zwischen den Genres Horror und Thriller.

## Handlung
Die vier Freunde Lasse, Per, Elin und Sara reisen mit einem Produzenten, Gunnar, in eine abgelegene Gegend Norwegens, um als künftige Moderatoren einer Überlebens-Fernsehserie einen Probelauf zu unternehmen. Unter Gunnars strenger Leitung bezieht die Gruppe Quartier in einer von der Zivilisation abgeschnittenen Hütte im Wald. Um sicherzustellen, dass alle auf sich ganz alleine gestellt sind, beschlagnahmt er zudem alle Handys und Zigaretten. Bald stoßen Per und Lasse an einem nahgelegenen See auf Reste einer provisorischen Wohnvorrichtung und einer Frauenleiche.
Dass sie im Wald nicht alleine sind, wird klar, als Per ermordet im Wald liegt und die anderen von einer unbekannten Gestalt angegriffen werden. Es stellt sich heraus, dass in der Gegend ein Mann sein Unwesen treibt, der nach dem Tod seiner Frau verrückt geworden ist. Der als seine Frau verkleidete Mann erschießt während eines Kampfes Gunnar und wird daraufhin von dessen leblosen Körper mit in den See gerissen. Am Ende erfährt der Zuschauer, dass die Wasserleiche nicht ermordet wurde, sondern bei einem Unfall gestorben ist.

## Drehort
Gedreht wurde in der Umgebung des norwegischen Dorfes Kaupanger.

## Kritik
TV-Spielfilm urteilt positiv über den Film. Regisseur Pål Øie beweise, dass man aus einem steinalten Plot immer noch viel rausholen kann: „Die Wälder sind hier wirklich finster, die Figuren und ihre Beziehungen mindestens ebenso wichtig wie die gut gesetzten Schocks, und der Teufel steckt buchstäblich im Detail. Hundert Prozent Grusel garantiert!.“

## Auszeichnungen
Amanda Awards 2003
- Nominierung für Bester Film
- Nominierung für Bester Darsteller (Bjørn Floberg)